# Джон Рандал Хънигън
Джон Рандал Хънигън (на английски: John Randall Hennigan), по-добре познат под неговото име на ринга Джон Морисън  (на английски: John Morrison), е американски кечист. Роден на 3 октомври 1979 година.
Хънигън отива в WWE през 2002 г., като печели в тяхната риалити шоу програма Достатъчно Издръжлив (на английски: Tough Enough) и оттогава е бил шампион седем пъти в компанията: 4 пъти шампион по двойки, 2 пъти интерконтинентален шампион и 1 път шампион на ECW. Той е уволнен на 31.12.2011 г. от Джон Лауринайтис.

## Кариера

### Достатъчно издръжлив (Tough Enough)
Преди да пробие в професионалния кеч, Хънигън завършва Универститът на Калифорния в Дейвис учейки и за филмограф, и за геолог. Решава че това не е правилно за него, той започва неговата професионална кеч кариера като тренира в професионалното училище за кеч Supreme Pro Wrestling. 2002 е приет за участник в третия сезон на риалити шоуто на WWE и MTV Достатъчно Издръжлив, печелейки го заедно с Мат Капотели. За победата той е възнаграден от WWE с преносим договор и подписва с „фермовата територия“ на Ohio Valley Wrestling за да продължи своята тренировка. Двамата с Капотели правят първата си поява в WWE, която се излъчва, в епизод на WWE Heat през януари 2004, губейки от Garrison Cade и Mark Jindrak в отборен мач.

### Асистент на Бишоф и новак
На 1 март 2004 Хънигън дебютира в бранда Първична сила. Неговият образ е представен като новак и асистент на Главния Мениджър на Първична сила Ерик Бишоф с името Джони Блейз. Следващата седмица сменя името си на Джони Спейд, и три седмици след това го сменя на Джони Нитро. Името Нитро, име което най-накрая остава, е еталон на Monday Nitro, главното предаване на World Championship Wrestling (WCW), което Бишоф създава, и затова той използва музиката на Nitro като въвеждаща песен на ринга. Нитро изпълнява ролята на новак и асистент на Бишоф до юни, когато е изпратен обратно в OVW. За обяснение за своето напускане той губи в мач в Първична сила на 7 юни срещу Юджийн, където залогът е че ако Нитро загуби мача, губи и работата си.

### MNM
При завръщането си в OVW, той започва вражда със своя бивш партньор Мат Капотели. По време на развитието на тази вражда Мелина Перез идва в компанията като бивше гадже на Нитро и съюзник на Капотели, но го измамва и минава на страната на Нитро. Малко след това, Джоуи Мъркюри се присъединява към тях, формирайки отбора „MNM“. MNM участват в OVW за около година, печелейки Южните Титли по Двойки на OVW един път, преди да бъдат повикани в бранда Разбиване през април 2005.
През времето им там те имат вражди с отборите на Рей Мистерио и Еди Гереро, Мистерио и Батиста, новият Легион на Мрака, и Пол Лондон и Брайън Кендрик. MNM печелят WWE титлите по двойки, на бранда Разбиване, три пъти в новобранската им година. През Май 2006 на Деня на Страшния Съд губят титлите от Лондон и Кендрик, а внезапно след мача Нитро и Мелина се обръщат срещу Мъркюри, нападат го и разпускат групата. По-късно същата вечер Мелина и Нитро биват отписани от бранда Разбиване от главния му мениджър Тиъдор Лонг, който ги уволнява.

### Raw и Интерконтинентален шампион
Следващата седмица Нитро (заедно с Мелина) дебютира в Първична сила губейки от WWE шампиона Джон Сина. Веднага попада в борбата за Интерконтиненталната титла, като печели първото си царуване на Мъст (Vengeance) с победа над шампиона Шелтън Бенджамин в троен мач с Карлито. Той задържа титлата, първата самостоятелна в неговата кариера, за четири месеца, биейки се с няколко противника преди да я загуби от Джеф Харди в шоу на Първична сила на 2 октомври. Допълнително с това той участва в непостоянно вражда с Джон Сина, през цялата 2006. Враждата става уникална с това, че замесва рапърът Кевин Федерлайн, който се появява в Първична сила на 16 октомври в Лос Анджелис. След това Федерлайн е трениран от Нитро за мач с Джон Сина на 1 януари 2007, който завършва с победа за Федерлайн след намеса от Умага.
Междувременно, Нитро печели отново Интерконтиненталната от Харди на 6 ноември когато бивш приятел и Главен Мениджър за вечерта, Ерик Бишоф преповтаря мача от който Нитро е дисквалифициран. Следващата седмица, обаче, Харди си връща обратно титлата. През Ноември 2006 MNM се завръщат в епизод на Първична сила и приемат „свободно предизвикателство“ обявено от The Hardys (Мат и Джеф за турнира на ECW, December to Dismember. MNM и The Hardys враждуват по всички брандове, през целия декември, с вражда, която се усилва след като Мъркюри бива (тежко) контузен на Армагедон (Armageddon) в края на декември.
MNM продължават заедно и по отделно враждата си с Харди, която завършва когато Мъркюри бива освободен от WWE през март 2007. Без Мъркюри, Нитро попада в отбор с Кени Дайкстра който продължава до годишния WWE драфт, през който Нитро е изпратен в ECW брандът а Кени Дайкстра в Разбиване.

### WWE и ECW шампион
Той прави своя ECW дебют на 19 юни с победа над Нунцио, и следващата седмица, на Мъст (Vengeance) печели тогава освободената световна титла на ECW в мач срещу Си Ем Пънк, когато е повикан за да замести липсващия Крис Беноа.
Няколко седмици след като печели титлата, Нитро сменя името си на Джон Морисън и неговият образ става още по-надут. След като побеждава СиЕм Пънк отново на Great American Bash, той започва откъс от седмичното ECW, наречен „15 Минути на Слава“, където ако кечист успее или да го победи, или да издържи 15 минути без да бъде победен, печели възможност за титлата. Първият кечист който успява се оказва СиЕм Пънк, и това прави нов мач между двамата на Лятно Тръшване (SummerSlam), където Морисън използва въжетата на ринга за помощ. Следващата седмица, Пънк отново става номер едно претендент, като този път печели титлата в седмично ECW на 1 септември в Синсинати, Охайо. Тогава Хъниган бива отстранен за 30 дена, подновявайки враждата си с Пънк на своето завръщане, биейки се и с Майк „The Miz“ Мизанин, който също иска титлата.

### В отбор с The Miz
Въпреки че са противници, The Miz и Морисън стават отбор на 16 ноември в епизод на Разбиване, спечелвайки WWE титлите по двойки от Мат Харди и Монтел Вонтейвиъс Портър. На Survivor Series, Морисън и The Miz губят от CM Punk в троен мач за титлата на ECW. След загубата противниковия аспект на Миз и Морисън бива пропуснат, а вместо това стават вярващи един на друг приятели. Отобрът прави много успешни запазвания на титлите през следващите месеци, докато не губят титлите от Кърт Хокинс и Зак Райдър на The Great American Bash във Fatal Four-way мач, включващ също Джеси и Фестъс и Финли и Хорнсуогъл. Нито Миз, нито Морисън биват туширани, като Хокинс тушира Джеси, спечелвайки титлите. След това, те започват битка с Cryme Tyme която минава през Интернет шоутата на двата отбора, а по-късно преминава в мачове в Raw. На наградите слами, те печелят наградите за отбор на годината и за интернет шоу на годината – The Dirt Sheet. Малко след това на 13 декември – на хаус шоу, Миз и Морисън печелят Световните отборни титли от Си Ем Пънк и Кофи Кингстън. Морисън и The Miz се въвличат във вражда с Карлито и Примо, които през това време са царуващите WWE отборни шампиони. Кулминацията на тяхната вражда се състои на КечМания 25 в lumberjack мач. В този мач те губят титлите, като по този начин Карлито и Примо обединяват WWE и Световните титли по двойки. Отборът се разделя, когато те се разделени в различни шоута и Миз напада Морисън.The Dirt Sheet правят последно шоу в епизод на Разбиване.

## Личен живот
Хънигън е обвързан за дълго време с Мелина Перез, неговата бивша мениджърка, като вече са разделени. Двамата се срещат на кастинга за Tough Enough III, въпреки че тя не участва в шоуто. Хънигън е много добър приятел със своя колега кечист Ренди Ортън. Хънигън определя Шон Майкълс, Randy Savage и Curt Hennig като своите любими кечисти.
Статии, пуснати в Sports Illustrated, в the New York Daily News, и в the Washington Post, през уикенда на 30 август 2007, споменават Хънигън като един от суперзвезди на WWE, които са купували медикаменти от онлайн фармацевт, което е в нарушение с програмата на WWE „Talent Wellness“. Уточнено е, че Хънигън е получил соматропин, анастрозол, тестостерон, станозолол и хорион гонадотропин в периода между юни 2006 и февруари 2007, което последвало в използване на правилото „никакви медикаменти от онлайн пространства“. В резултат на нарушението Хъниган е отстранен за 30 дена.

## В кеча
- Завършващи и характерни хватки
  - Звездна болка – 2007 – настояще
  - Нитро-бласт – 2004 – 2006, 2008 – настояще
  - Падаща звезда от място – 2005 – настояще
  - 180° завъртане на ръце преминаващо в крак брадва
  - Лицетрошач от лице към гръб
  - Европейски ъперкът
  - Няколко варианта на тирбушонно салто (задно салто на 360 градуса)
    - Гмурващо се
    - С разкрачени крака
    - Изправено
    - Отскачащо

  - Руско помитане
  - Въртящ се в колело ритник
  - Падане с лакът прехвърляшо въжетата
  - Отскачащ, описващ кръг ритник
  - Отскачащ или стъпващ нагоре Ендзуигири
  - STO гърботрошач следван от руско помитане, обърнато STO или вратотрошач
  - Коляно от засилка върху седящ противник
  - Много варианти на падащ удар с ръка върху противник на земята

- Прякори
  - През времето му като Джони Нитро той, а също и останалите от MNM, често са наричани като „A-listers“. След като променя името си на Джон Морисън да се нарича с кръг от прякори, включващи „Новото лице на Екстремното“, „Гуруто на Величието“, „Чародеят на Сексапила“, „A-list Elitist“, и „Сладостта на Вторник вечер“ в неговите промота.

- Въвеждаща песен
  - Като самостоятелен кечист Хънигън е имал четири песни в WWE. Когато първо му е дадено името Джони Нитро, той използва бившата въвеждаща песен на „WCW Monday Nitro“. След разделянето на MNM, той продължава да използва тяхната песен, Папараци, до смяната на името си на 17 юли 2007. След това започва да използва песен в „Рок енд Рол“ стил наречена „Ain't No Make Believe“. Оригиналът е използван първоначално като инструментална песен, към която текст бива добавен на 7 август 2007.

- Мениджъри
  - Мелина
  - Джилиан Хол
  - Близначките Белла
  - Ники Белла

- Собствени движения
  - Снимка (Мимики на правене на снимки с ръце)
  - Тазово поклащане акомпанирано с пръсти във форма на оръжие
  - Показване на плочките
  - Задържане на едната ръка отстрани на тялото, последвано от движение, описващо кръг през него, и вдигане на другата ръка, акомпанирано от забавящ ефект и вятър.

- The Dirt Sheet
  - През февруари 2008 Морисън и Миз получават седмичен сегмент в WWE.com наречен The Dirt Sheet в който се присмиват на други кечисти и различни аспекти от поп културата. На 8 декември, 2008 биват наградени със Slammy за най-добро шоу на wwe.com

## Титли и успехи
- Ohio Valley Wrestling
  - OVW Southern Tag Team шампион (1-кратен) – с Джоуи Мъркюри
- Pro Wrestling Illustrated
  - PWI Отбор на Годината (2005) – с Джоуи Мъркюри
  - PWI го поставиха на 56-о място в 500-те най-добри единични кечисти в PWI 500 през 2007
- World Wrestling Entertainment
  - ECW шампион (1-кратен)
  - WWE Intercontinental шампион (3-кратен)
  - WWE Tag Team шампион (4-кратен) – с Джоуи Мъркюри (3) и The Miz (1)
  - Победител в „Tough Enough“ заедно с Мат Капотели
  - World Tag Team Champion (1-кратен) – с The Miz
  - Награда слами за отбор на годината – с The Miz
  - Награда слами за интернет шоу на годината – The Dirt Sheet – с The Miz
- Wrestling Observer Newsletter награди
  - Отбор на годината (2008) с The Miz